# Дашкевич Дмитро В'ячеславович
Дми́тро Дашке́вич (біл. Зьміцер Дашкевіч; *20 липня 1981) — один з лідерів білоруського молодіжного опозиційного руху «Молодий фронт». Міжнародна амністія визнає Дашкевича в'язнем сумління.

## Біографія
Народився в Єльському районі Гомельської області Білорусі в родині журналістів. Його батьки працювали в декількох виданнях республіки і пізніше переїхали на помешкання до північної Росії. До 5 років Дмитро жив в селищі Ягодне, Магаданської області.
У 1986 році сім'я Дашкевичів повернулася в Білорусь і оселилася в селищі Старі Дороги, Мінської області. Після закінчення школи Дмитро вчився один рік в Гродненському сільськогосподарському технікумі, який мусив залишити з сімейних обставин. Пізніше він продовжив своє навчання на заочному факультеті славістики  Педагогічного Університету Вільнюса.

## Політична діяльність
Цікавитися політикою став під час референдуму 1996 року по змінам в Конституції Білорусі, під час якого були змінені символи країни і впроваджена друга державна мова — російська. З 2000 року переїхав на помешкання до Мінську, а в 2001 році став членом незареєстрованої молодіжної організації «Молодий фронт». Пізніше виступав організатором численних та масових акцій протесту. Багато разів затримувався міліцією та
 КДБРБ .
У 2004 році його було обрано до керівництва «Молодого фронту». Також брав участь у голодуванні протесту, останній раз в липні 2006 року, коли не їв майже 18 днів. 
Брав участь у президентській кампанії 2006 року, підтримуючи кандидата від опозиції Олександра Міленкевіча. Разом з іншими членами молодіжного руху брав участь у акціях протесту після виборів та в короткотривалому наметовому містечку на центральній площі Мінська. Після ліквідації наметового містечка був арештований разом з іншими п'ятистама членами Молодіжного руху. 
27 березня 2006 року КДБ Білорусі порушило проти Дмитра Дашкевича кримінальну справу за статтею 193-1 Кримінального Кодексу Білорусі (участь у діяльності незареєстрованої організації). Дашкевич був заарештований 15 вересня того ж року разом з іншими п'ятнадцятьма членами молодіжної організації за такими ж звинуваченнями. За півтора місяці — 1 листопада його засудили до 1,5 років позбавлення волі в колонії загального режиму. 6 грудня того ж року його перевели до Шкловської колонії № 17. У 2007 році йому було відмовлено в позові на дострокове звільнення з ув'язнення. В грудні 2006 року Міжнародна амністія визнала Дмитра Дашкевича в'язнем сумління. У січні 2008 року після закінчення строку ув'язнення Дмитро був звільнений.
У листопаді 2007 року Дашкевича було оштрафовано за статтею 402 КК РБ «Відмова або ухиляння свідка від дачі показів», коли Дмитро не став свідчити супроти свого товариша з Молодого Фронту — 
Яна Шила.
18 грудня 2010 року Дмитро Дашкевич разом з колегою Едуардом Лобовим йшли на опозиційний мітинг в Мінську. До них підійшли невідомі та попросили закурити, потім почалася бійка. 24 березня 2011 року Дмитро був засуджений на два роки (Едуард на три роки) загального режиму за звинуваченням у злісному хуліганстві.
У липні 2022 року подружжя Дашкевичів засудили за участь в акції протесту 23 серпня 2020 року в Мінську. Дмитро Дашкевич отримав 1,5 року колонії, а його дружина Анастасія – три роки обмеження свободи без направлення до виправної установи. Дашкевич мав вийти з колонії у липні 2023 року, але його затримали у новому кримінальному провадженні. У жовтні того ж року його засудили до року колонії суворого режиму за звинуваченням у злісній непокорі адміністрації колонії. У травні 2024 року проти Дашкевича порушили нову кримінальну справу, а наприкінці вересня стало відомо, що його засудили до року і 3 місяців колонії суворого режиму за звинуваченням у діях, які грубо порушують громадський порядок, і злісній непокорі адміністрації колонії.

## Особисте життя
Під час одного з тюремних ув'язнень Дашкевича померла його матір.
Перебуваючи в тюрмі Дмитро Дашкевич одружився із соратницею по Молодому Фронту —  Настею Палажанкою . Після звільнення чоловіка подружжя має намір обвінчатися у церкві.